# Maison Korbisch
La maison Korbisch est un édifice monastique de style roman tardif, situé à Treis-Karden, en Rhénanie-Palatinat, Allemagne. Ce serait l'immeuble résidentiel le plus ancien encore habité en Allemagne.

## Description

### Historique
Dès le IVe siècle, les saints Castor de Karden et Potentinus fondent une communauté chrétienne, peut-être monastique, dans le village. De cette communauté est issue la maison Korbisch, construite vers le Xe siècle (en témoignent d'antiques fenêtres), ainsi que la collégiale Saint-Castor et l'abbaye de Karden.  
Au Moyen Âge, Treis-Karden est le centre d'un archidiaconé, faisant partie du diocèse de Trèves, dont le prévôt de l'abbaye de Karden est le vicaire épiscopal. Au vu de la structure de la maison Korbisch et de son nom même, il semble qu'elle est servie de résidence à ce vicaire, voire qu'elle est était construite pour cela. Elle a été partiellement reconstruite ou remaniée au XIIIe siècle, sûrement en 1208.
Néanmoins, en 1802, alors que les troupes napoléoniennes occupent la région, de nombreuses abbayes sont dissoutes, comme celle de Karden. Ses biens immobiliers sont alors vendus, à l'instar de la maison Korbisch. Cette dernière a ensuite servie de pressoir à vin, puis jusqu'à aujourd'hui de résidence.

### Architecture
La majorité de la structure est conservée dans son état d'origine, qui, fait rare, est en maçonnerie d'ardoise. Les études archéologiques ont permis de découvrir différentes ouvertures pré-romanes, aujourd'hui camouflées par de l'enduit, datées de 941. Une seule partie du bâtiment, à l'intérieur n'est pas enduite mais plâtrée, et était auparavant décorée de fresques, comme en témoignent les restes de peintures.
La maison Korbisch s'organise sur cinq étages, dont une cave à voûte et un grenier exigüe de stockage. Le rez-de-chaussée présentait à l'origine deux pièces, ainsi que deux entrées vers la Moselle. Aux étages, deux grandes cheminées et différentes fenêtres, parfois présentant une colonne centrale, structurent la façade.

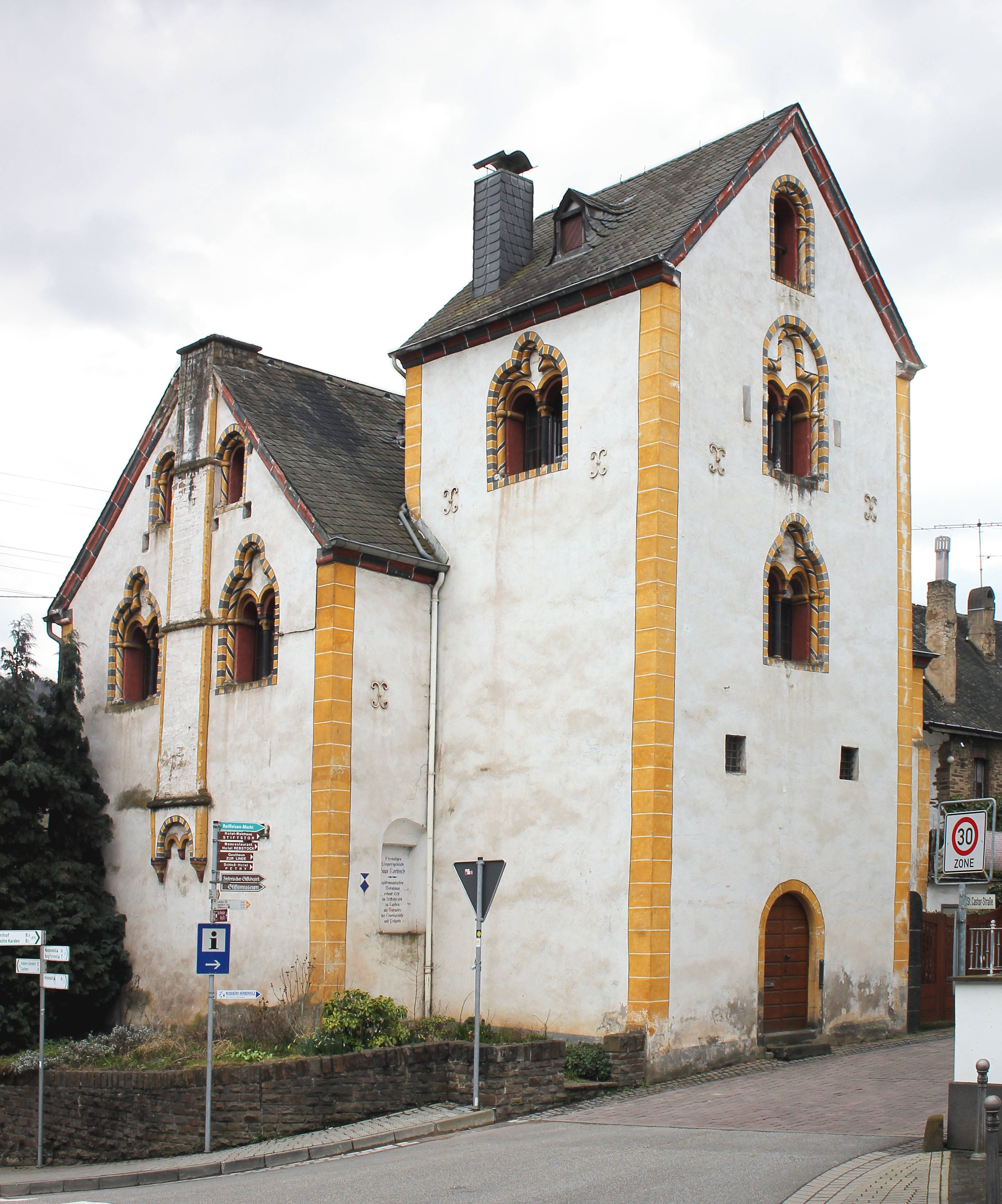
La façade ouvragée